# محمود مصطفى شاه
السلطان محمود مصطفى شاه بن السلطان عبد الرحمن، يانغ دي بيرتوان بيسار وسلطان ترغكانو، الابن الأصغر للسلطان عبد الرحمن بن السلطان زين العابدين، سلطان ويانغ دي بيرتوان بيسار ترغكانو، توج بعد وفاة ابن عمه في 11 أبريل 1876. وتوفي في 16 يناير 1877.